# Henry Tazewell

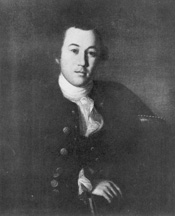
Henry Tazewell

Henry Tazewell, född 27 november 1753 i Brunswick County, Virginia, död 24 januari 1799 i Philadelphia, Pennsylvania, var en amerikansk jurist och politiker (demokrat-republikan). Han representerade delstaten Virginia i USA:s senat från 1794 fram till sin död.
Tazewell utexaminerades 1770 från The College of William & Mary. Han studerade sedan juridik och inledde 1773 sin karriär som advokat. Han var domare i Virginias högsta domstol 1785-1793, därav chefsdomare 1789-1793.
Senator John Taylor avgick 1794 och efterträddes av Tazewell. Han var tillförordnad talman i senaten, president pro tempore of the United States Senate, från februari till december 1795.
Senator Tazewell avled 1799 i ämbetet och efterträddes av Wilson Cary Nicholas.
Tazewell County, Virginia har fått sitt namn efter Henry Tazewell. Hans son Littleton Waller Tazewell var senator för Virginia 1824-1832.